# Gonnosfanadiga
Gonnosfanadiga là một đô thị ở tỉnh Sud Sardegna, Sardegna của Italia. Đô thị này có diện tích 125,23 km2 và dân số là 7011 người (31/12/2004).